# Afterburner
Afterburner je deváté studiové album americké rockové skupiny ZZ Top. Album vyšlo v říjnu 1985 u vydavatelství Warner Bros. Records a jeho producentem byl Bill Ham. Ve Spojeném království získalo v roce 1985 za 100 000 prodaných nosičů zlatou desku od BPI. V roce 1990 pak platinovou za 300 000.

## Seznam skladeb
Autory všech skladeb jsou Billy Gibbons, Dusty Hill a Frank Beard.
| Pořadí         | Název                              | Délka |
| -------------- | ---------------------------------- | ----- |
| 1.             | Sleeping Bag                       | 4:03  |
| 2.             | Stages                             | 3:32  |
| 3.             | Woke Up with Wood                  | 3:45  |
| 4.             | Rough Boy                          | 4:50  |
| 5.             | Can't Stop Rockin'                 | 3:02  |
| 6.             | Planet of Women                    | 4:09  |
| 7.             | I Got the Message                  | 3:27  |
| 8.             | Velcro Fly                         | 3:29  |
| 9.             | Dipping Low (In the Lap of Luxury) | 3:11  |
| 10.            | Delirious                          | 3:41  |
| Celková délka: | Celková délka:                     | 37:36 |

## Obsazení
- Billy Gibbons – kytara, zpěv
- Dusty Hill – baskytara, klávesy, zpěv
- Frank Beard – bicí